# Mondaine

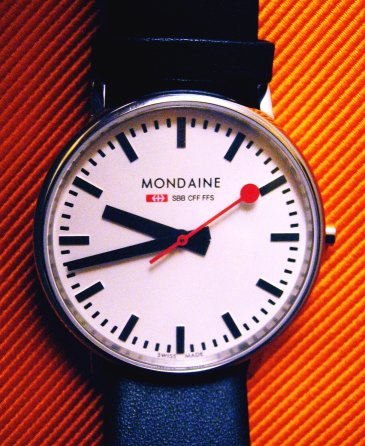
Der Schweizer Bahnhofsuhr von Ing. Hans Hilfiker nachempfundenes Modell Mondaine 30332

Die Mondaine Watch Ltd. ist ein unabhängiger Schweizer Uhrenhersteller mit Sitz in Pfäffikon SZ und Werk in Biberist. Das Familienunternehmen war in der Schweiz durch eine enge Partnerschaft über Jahrzehnten mit der Migros verbunden. 2010 kündigte Migros den Zusammenarbeitsvertrag nach gegenseitigen Vorwürfen, benutzte aber bis zum Gerichtsentscheid 2013 weiterhin den Namen M-Watch für Armbanduhren aus anderer Quelle. Seit 2019 liefert Mondaine wiederum die M-Watch an Migros.

## Geschichte

### Ursprünge
Erwin Bernheim, ein 1925 geborener Sohn eines Zürcher Schneiders, versprach seinem Vater auf dem Totenbett, dessen Beruf zu ergreifen. Während des Zweiten Weltkrieges traf der junge Bernheim mit vielen Kriegsflüchtlingen zusammen. Als diese nach dem Krieg nach Hause zurückkehrten, war der Bedarf nach qualitativ hochstehenden Markenuhren hoch. Bernheim belieferte einige seiner Freunde aus Kriegstagen zuerst mit kleinen Stückmengen an Schweizer Uhren, entdeckte das Geschäft seines Lebens und wechselte aus der Schneiderstube in den Uhrenhandel.

### Aufbau

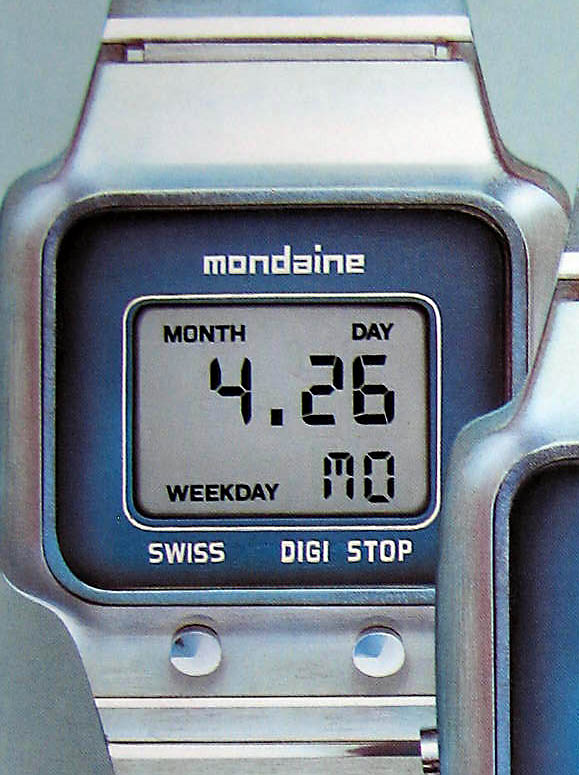
LCD-Uhr der 1970er Jahre

Animiert durch den Volkswagen beim Automobil, wollte Bernheim eine Volksuhr entwickeln. Er begann selber kostengünstige Metall- und Kunststoffuhren für den Export zu produzieren. Zusammen mit Partnerfirmen leistet die junge Firma Mondaine Pionierarbeit für die ersten Digitaluhren mit den roten LEDs und der noch heute aktuellen LCD-Anzeige. So wurde Mitte der 1970er-Jahre in Zusammenarbeit mit Brown, Boveri & Cie für die kundenspezifische LCD-Anzeige und einem Chiphersteller eine Digital-Quarzuhr entwickelt (siehe Bild). Sie erlaubte erstmals eine digitale Gangkorrektur durch den Benutzer, indem der elektronische Frequenzteiler durch Knopfdruck verändert werden konnte. Damit öffneten sich auch die Türen der Schweizer Uhrenfachgeschäfte für Mondaine. Als Mondaine jedoch unter der Marke Mirexal eine Kollektion für die Migros lancierte, verschwand Mondaine über Nacht aus den Auslagen des Fachhandels. Migros galt zu jener Zeit immer noch als der Schreck und als Tod des Einzelhandels.

### M-Watch
Zwar hatten bereits im Mai 1980 die zwei jungen Ingenieure Elmar Mock und Jacques Müller des Grenchner Uhrwerkfabrikanten ETA die Pläne zur Ur-Swatch skizziert, um die serbelnde Schweizer Uhrenindustrie gegen die fernöstliche Konkurrenz zu stärken. Da die Swatch jedoch erst am 1. März 1983 in Zürich lanciert wurde, wurde sie von Mondaine unwissentlich ein zweites Mal erfunden. Migros-Genossenschafts-Bund-Präsident Pierre Arnold suchte den Aufschwung der Uhrenindustrie ebenfalls mit einer günstigen Kollektion herbeizuführen – über den von ihm geführten Einzelhandelsriesen. Ronnie Bernheim, Sohn des Firmengründers, nahm im Januar 1983 den Auftrag an, auch wenn die Bedingungen der Migros fast unmöglich zu erfüllen waren: Die ersten 500 Modelle mussten innert 28 Tagen vorliegen, zu Abgabe an die Pressevertreter an der Bilanzmedienkonferenz. Ausserdem gab es Vorgaben betreffend der Qualität und dem Preis.
Am 24. Februar 1983, eine Woche vor der Swatch, wurde die M-Watch der überraschten Öffentlichkeit und Konkurrenz vorgestellt. Das "M" im Namen konnte sowohl für Mondaine als auch für Migros stehen. Die M-Watch war mit 38 Schweizer Franken elf Franken günstiger als das Konkurrenzprodukt von ETA/SMH und tickte leiser. Trotz des ersten Erfolges zitterten die Verantwortlichen von Mondaine um den kommerziellen Erfolg. Zwar hatte die Migros als Schweizer Exklusiv-Verkäufer mutig 20.000 Uhren fest bestellt. Um die Kosten zu decken, musste Mondaine mindestens das Fünffache absetzen. Bis Jahresende waren jedoch 180.000 Uhren über die kleinen Uhrenständer zwischen Früchten und Kolonialwaren des Schweizer Einzelhändlers abgesetzt worden. Dass sich Mondaine, abgesehen von den 20.000 Uhren, ohne jegliche Absicherung so weit aus dem Fenster lehnte, war ebenso mutig wie die Lancierung der Swatch zur selben Zeit: Es ging um alles oder nichts. Schlussendlich wurden über den Vertriebskanal Migros bis 2010 über 7 Millionen Mondaine-Armbanduhren verkauft.
Der juristische Streit über den Markennamen M-Watch wurde vom Zürcher Handelsgericht im Februar 2013 zugunsten von Mondaine entschieden. Ein Rekurs beim Bundesgericht führte jedoch am 30. September 2013 (Urteil 4A-128/2013) zur Zurückweisung des Entscheides an das Zürcher Handelsgericht mit der Auflage, die Entstehung der Marke M-Watch erneut abzuklären. Mondaine und Migros einigten sich 2015 aussergerichtlich auf unabhängige Verwendung des Markennamens M-Watch durch beide Firmen.
Seit Februar 2019 sind 60 M-Watch-Modelle von Mondaine wiederum bei vielen Migros-Verkaufsstellen erhältlich. Somit kann Mondaine die 2010 beendete Geschäftspartnerschaft mit Migros erneuern.

### Luminox
Die kalifornische Uhrenfirma Luminox, an welcher bereits seit 2006 eine Beteiligung von Mondaine Watch bestand, wurde 2016 vollständig übernommen und die Produktion dieser Uhren fortan im Schweizer Werk von Mondaine in Biberist durchgeführt. Deshalb erfüllen sie die seit 2017 in der Schweiz geltenden Regeln für die Kennzeichnung als Swiss made. Die Zeitanzeige dieser Uhren ist auch nachts ablesbar. Dies wird durch Tritiumgasleuchten in miniaturisierten Glaskapseln erreicht. Mondaine nennt diese Technik Luminox-Light-Technology LLT. Die Leuchtelemente werden von der Schweizer Firma mb-microtec ag hergestellt.  Den bedeutendsten Umsatz erzielt Mondaine Watch mit den Luminox-Uhren in den USA.

### Smart Watch
Mondaine hat 2015 als einer der ersten Schweizer Uhrenhersteller die Smartwatch Mondaine Helvetica No 1 Smart eingeführt. Das Zifferblatt der Zeigerarmbanduhr ist traditionell. Die Zusatzfunktionen sind nur zusammen mit einem geeigneten Smartphone oder Tablet Computer benutzbar. Ein Schrittzähler und ein Schlafzyklus-Alarm sind in der Uhr integriert.

## Mondaine heute
Mondaine arbeitet mit der Schweizer Warenhausgruppe Manor AG zusammen. Gegen 70 Modelle werden über diesen Vertriebskanal unter der Marke M-Watch in der Schweiz angeboten.
Neben der M-Watch, welche auch in Asien, Amerika und dem nichtschweizerischen Europa vertrieben wird, produziert Mondaine die offizielle Schweizer Bahnhofsuhr fürs Handgelenk als Lizenznehmer der Schweizerischen Bundesbahnen SBB seit 1986. Davon gibt es zwei unterschiedlich funktionierende Uhren. Seit vielen Jahren wird die einfachere, preisgünstigere Variante mit Sekundenzeiger im normalen Sekundentakt, gleich wie bei den übrigen Quarzuhren, verkauft. Eine kompliziertere Variante als Nachahmung der Schweizer Bahnhofsuhr mit Sekundenzeigerumlauf in 58 Sekunden, anschliessendem Stopp bei 12 Uhr und Wiederbeginn des Umlaufs nach 2 Sekunden, synchronisiert mit dem nächsten Schritt des Minutenzeigers, wurde bis ca. 2001 verkauft. Nach mehrjährigem Lieferunterbruch wird seit Herbst 2013 anstelle das neu entwickelte Kaliber 58-02 Stop2go angeboten. Neu hat Mondaine eine Armbanduhr mit Bahnhofsuhrdesign entwickelt, welche nachts ablesbar ist. Dafür werden die bei der Luminox-Reihe verwendeten miniaturisierten leuchtenden Glaskapseln auf die Rückseite der Zeiger montiert, um das weisse Zifferblatt als Reflektor zu nutzen. Auch weitere Armbanduhrmodelle wie Numeri und Doppio wurden 2025 eingeführt, deren Design von der Schweizer Bahnhofuhr inspiriert sind.
Daneben stellt Mondaine Werbeuhren und Uhren für Marken ohne eigene Produktionsstätten her. Für kostengünstige Werbeuhren besitzt das Zürcher Unternehmen auch eine Tochterfirma in Hongkong, welche zwar günstige, aber keine Schweizer Uhren produziert. So verkauft Mondaine modische Uhren mit der Bezeichnung Pierre Cardin, welche nicht Swiss made sind.
Die Firma Mondaine Watch Ltd. gehört den beiden Söhnen von Erwin Bernheim.

## Weblink
- Mondaine-Website.